# 1955-ös Copa América
Az 1955-ös Dél-amerikai Válogatottak Bajnoksága a 23. dél-amerikai kontinenstorna volt. Chilében rendezték. A tornát az argentin csapat nyerte meg, ez volt a tizedik diadaluk.

## Résztvevők
| - Argentína - Chile - Ecuador | - Paraguay - Peru - Uruguay |

Bolívia, Brazília  és Kolumbia visszalépett.

## Eredmények
A hat részt vevő válogatott egy csoportban, körmérkőzéses formában mérkőzött meg egymással. A csoport élén végzett csapat nyerte meg a kontinensviadalt.

### Mérkőzések
| 1955. február 27. |

| Chile                                                                    | 7–1   | Ecuador         |
| ------------------------------------------------------------------------ | ----- | --------------- |
| Hormazábal 27' 47' 53' Díaz Zambrano 31' 35' Meléndez 33' J. Robledo 55' | (4–0) | Villacreses 64' |

| Estadio Nacional de Chile, Santiago de Chile Nézőszám: 40 000 Játékvezető: Washington Rodríguez (uruguayi) |

| 1955. március 2. |

| Argentína                                      | 5–3   | Paraguay                            |
| ---------------------------------------------- | ----- | ----------------------------------- |
| Micheli 5' 18' (11-esből) 64' 83' Borrello 74' | (2–1) | Rolón 13' Martínez 47' Villalba 89' |

| Estadio Nacional de Chile, Santiago de Chile Nézőszám: 35 000 Játékvezető: Carlos Robles (chilei) |

| 1955. március 6. |

| Chile                                                        | 5–4   | Peru                                                                    |
| ------------------------------------------------------------ | ----- | ----------------------------------------------------------------------- |
| Muñoz 9' J. Robledo 13' 57' Hormazábal 52' Ramírez Banda 84' | (2–1) | F. Castillo 35' Barbadillo 62' Heredia 63' (11-esből) Gómez Sánchez 83' |

| Estadio Nacional de Chile, Santiago de Chile Nézőszám: 50 000 Játékvezető: Harry Dykes (angol) |

| 1955. március 9. |

| Uruguay                                    | 3–1   | Paraguay  |
| ------------------------------------------ | ----- | --------- |
| Borges 2' Abbadie 5' Míguez 86' (11-esből) | (2–1) | Rolón 23' |

| Estadio Nacional de Chile, Santiago de Chile Nézőszám: 48 000 Játékvezető: Juan Regis Brozzi (argentin) |

| 1955. március 9. |

| Argentína                                       | 4–0   | Ecuador |
| ----------------------------------------------- | ----- | ------- |
| Bonelli 11' Grillo 24' Micheli 28' Borrello 71' | (3–0) |         |

| Estadio Nacional de Chile, Santiago de Chile Nézőszám: 40 000 Játékvezető: Carlos Robles (chilei) |

| 1955. március 13. |

| Peru                                                   | 4–2   | Ecuador        |
| ------------------------------------------------------ | ----- | -------------- |
| Gómez Sánchez 11' 15' Gonzabay 29' (öngól) 88' (öngól) | (3–1) | Matute 34' 61' |

| Estadio Nacional de Chile, Santiago de Chile Nézőszám: 50 000 Játékvezető: Carlos Robles (chilei) |

| 1955. március 13. |

| Chile                    | 2–2   | Uruguay        |
| ------------------------ | ----- | -------------- |
| Muñoz 30' Hormazábal 72' | (1–2) | Galván 24' 41' |

| Estadio Nacional de Chile, Santiago de Chile Nézőszám: 50 000 Játékvezető: Juan Regis Brozzi (argentin) |

| 1955. március 18. |

| Paraguay                 | 2–0   | Ecuador |
| ------------------------ | ----- | ------- |
| Rolón 16' 32' (11-esből) | (2–0) |         |

| Estadio Nacional de Chile, Santiago de Chile Nézőszám: 35 000 Játékvezető: Carlos Robles (chilei) |

| 1955. március 18. |

| Argentína                | 2–2   | Peru                  |
| ------------------------ | ----- | --------------------- |
| Grillo 7' Cecconatto 41' | (2–1) | Gómez Sánchez 23' 57' |

| Estadio Nacional de Chile, Santiago de Chile Nézőszám: 23 000 Játékvezető: Washington Rodríguez (uruguayi) |

| 1955. március 20. |

| Chile                                         | 5–0   | Paraguay |
| --------------------------------------------- | ----- | -------- |
| Meléndez 10' 52' Muñoz 77' 79' Hormazábal 82' | (1–0) |          |

| Estadio Nacional de Chile, Santiago de Chile Nézőszám: 55 000 Játékvezető: Washington Rodríguez (uruguayi) |

| 1955. március 23. |

| Peru      | 1–1   | Paraguay  |
| --------- | ----- | --------- |
| Terry 33' | (1–0) | Rolón 65' |

| Estadio Nacional de Chile, Santiago de Chile Nézőszám: 25 000 Játékvezető: Juan Regis Brozzi (argentin) |

| 1955. március 23. |

| Uruguay                                        | 5–1   | Ecuador               |
| ---------------------------------------------- | ----- | --------------------- |
| Galván 4' Míguez 12' Abbadie 26' 80' Pérez 54' | (3–1) | Matute 36' (11-esből) |

| Estadio Nacional de Chile, Santiago de Chile Nézőszám: 25 000 Játékvezető: Roberto González (paraguayi) |

| 1955. március 27. |

| Argentína                                        | 6–1   | Uruguay    |
| ------------------------------------------------ | ----- | ---------- |
| Micheli 37' 61' Labruna 39' 71' 87' Borrello 76' | (3–1) | Míguez 32' |

| Estadio Nacional de Chile, Santiago de Chile Nézőszám: 35 000 Játékvezető: Carlos Robles (chilei) |

| 1955. március 30. |

| Peru                              | 2–1   | Uruguay   |
| --------------------------------- | ----- | --------- |
| R. Castillo 11' Gómez Sánchez 68' | (1–0) | Morel 72' |

| Estadio Nacional de Chile, Santiago de Chile Nézőszám: 65 000 Játékvezető: Carlos Robles (chilei) |

| 1955. március 30. |

| Argentína   | 1–0   | Chile |
| ----------- | ----- | ----- |
| Micheli 59' | (0–0) |       |

| Estadio Nacional de Chile, Santiago de Chile Nézőszám: 65 000 Játékvezető: Washington Rodríguez (uruguayi) |

### Végeredmény
A hazai csapat eltérő háttérszínnel kiemelve.
| Helyezés | Nemzet    | M | Gy | D | V | G+ | G– | Gk  | P |
| -------- | --------- | - | -- | - | - | -- | -- | --- | - |
| Arany    | Argentína | 5 | 4  | 1 | 0 | 18 | 6  | +12 | 9 |
| Ezüst    | Chile     | 5 | 3  | 1 | 1 | 19 | 8  | +11 | 7 |
| Bronz    | Peru      | 5 | 2  | 2 | 1 | 13 | 11 | +2  | 6 |
| 4.       | Uruguay   | 5 | 2  | 1 | 2 | 12 | 12 | 0   | 5 |
| 5.       | Paraguay  | 5 | 1  | 1 | 3 | 7  | 14 | –7  | 3 |
| 6.       | Ecuador   | 5 | 0  | 0 | 5 | 4  | 22 | –18 | 0 |

| Az 1955-ös Dél-amerikai Válogatottak Bajnoksága győztese |
| -------------------------------------------------------- |
| ARGENTÍNA 10. cím                                        |

### Gólszerzők
| 8 gólos - Rodolfo Micheli 6 gólos - Enrique Hormazábal - Oscar Gómez Sánchez 5 gólos - Máximo Rolón Libertad 4 gólos - Manuel Muñoz | 3 gólos - José Borrello - Angel Labruna - Jorge Oliver Robledo - René Meléndez - Isidro Matute - Julio César Abbadie - Américo Natalio Galván - Oscar Omar Míguez 2 gólos - Ernesto Grillo - Guillermo Díaz Zambrano 1 gólos - Ricardo Bonelli - Carlos José Cecconatto - Jaime Ramírez Banda | 1 gólos (folytatás) - Washington Villacreses - Eulogio Martínez - Salvador Villalba - Guillermo Barbadillo - Félix Castillo - Cornelio Heredia - Roberto Castillo - Alberto Terry - Carlos Borges - Julio Gervasio Pérez - Walter Morel öngólos - Honorato Gonzabay (2, mindkettő Peru ellen) |

## Külső hivatkozások
- 1955 South American Championship